# Cantone di Beaumont-de-Lomagne
Il Cantone di Beaumont-de-Lomagne è una divisione amministrativa degli arrondissement di Castelsarrasin e di Montauban.
A seguito della riforma complessiva dei cantoni del 2014 è passato da 18 a 32 comuni.

## Composizione
Prima della riforma del 2014 comprendeva i comuni di:
- Auterive
- Beaumont-de-Lomagne
- Belbèse
- Le Causé
- Cumont
- Escazeaux
- Esparsac
- Faudoas
- Gariès
- Gimat
- Glatens
- Goas
- Lamothe-Cumont
- Larrazet
- Marignac
- Maubec
- Sérignac
- Vigueron

Dal 2015 comprende i comuni di:
- Angeville
- Auterive
- Beaumont-de-Lomagne
- Belbèse
- Bourret
- Castelferrus
- Le Causé
- Comberouger
- Cordes-Tolosannes
- Coutures
- Cumont
- Escatalens
- Escazeaux
- Esparsac
- Fajolles
- Faudoas
- Garganvillar
- Gariès
- Gimat
- Glatens
- Goas
- Labourgade
- Lafitte
- Lamothe-Cumont
- Larrazet
- Marignac
- Maubec
- Montaïn
- Saint-Arroumex
- Saint-Porquier
- Sérignac
- Vigueron